# Vakuumwärmedämmung
Vakuumwärmedämmung
bezeichnet ein hocheffizientes System zur thermischen Dämmung, bei dem der durch die Gasmoleküle der Luft bedingte Wärmetransport reduziert wird.  Man unterscheidet Dämmsysteme, bei denen das Vakuum nur zur Unterbindung von Konvektion benutzt wird (Stahlmantelrohre, Vakuumkollektoren) von echten Vakuumwärmedämmsystemen, bei denen durch das Vakuum die Wärmeleitung der Gasmoleküle unterbunden wird (z. B. in Dewargefäßen oder Vakuumdämmplatten).

## Prinzip

### Vakuum zum Unterbinden von Konvektion
In freien Gasen ist Konvektion, also Wärmetransport über einen Teilchenstrom, der Hauptwärmetransportmechanismus.  Damit sich Konvektion in einer Gasschicht ausbilden kann, müssen Temperaturdifferenz, Gasdichte (der Gasdruck) und geometrische Faktoren (Schichtdicke) zusammenpassen.
Durch Anlegen eines Grobvakuums kann das Ausbilden von Konvektion in einer Gasschicht verhindert werden, dadurch wird der Wärmetransport über die reine Wärmeleitung des Gases bedingt.  Die Wärmeleitfähigkeit eines unbewegten Gases ist recht gering, sie liegt z. B. für Luft bei 0,026 W·m−1·K−1.

### „Echte“ Vakuumwärmedämmung
In Wärmedämmstoffen erfolgt Wärmetransport über Wärmeleitung des Festkörpergerüsts, Wärmeleitung des enthaltenen Gases und Wärmestrahlung.  Wärmetransport über Konvektion ist in Dämmstoffen unterbunden.
Die Beiträge der Wärmeleitung des Festkörpergerüsts und der Wärmestrahlung zur Wärmeübertragung sind verhältnismäßig gering, die Wärmeleitung des im Dämmstoff enthaltenen Gases, meist Luft, leistet den größten Anteil. Als Beispiel: Die Wärmeleitfähigkeiten von konventionellen Dämmstoffen wie Styropor und Mineralwolle liegen im Bereich von 0,040 W·m−1·K−1, die Wärmeleitfähigkeit von nicht bewegter Luft liegt bei 0,026 W·m−1·K−1.
Entfernt man die Luft aus dem Dämmstoff durch Evakuierung, sinkt die Wärmeleitfähigkeit des Dämmstoffs. Dabei zeigt sich bei anfänglicher Druckreduktion über einen weiten Bereich keine Veränderung, da die Gaswärmeleitfähigkeit in diesem Bereich druckunabhängig ist. Dies ändert sich erst bei sehr niedrigem Restdruck, wenn die Kontinuumsströmung zusammenbricht und sich schließlich die freie Molekularströmung einstellt. Der notwendige Restdruck zum Erreichen der freien Molekularströmung kann für den konkreten Einzelfall mit Hilfe der Knudsen-Zahl berechnet werden. Damit sich freie Molekularströmung einstellt, muss der Druck soweit reduziert werden, dass die mittlere freie Weglänge der Gasteilchen (Atome, Moleküle) größer ist als die freie Weglänge im umschließenden Festkörper. Durch die Verwendung mikroporöser Füllmaterialien wird die freie Weglänge im umschließenden Festkörper stark reduziert, wodurch sich die freie Molekularströmung bereits bei einem entsprechend höheren Restdruck einstellt. Der Restdruck wird üblicherweise so weit abgesenkt, dass sich zuverlässig freie Molekularströmung einstellt und nicht etwa eine Knudsenströmung (Übergangströmung oder gar Gleitströmung). Zu beachten ist, dass auch in einer Vakuumwärmedämmung weiterhin Wärmeübertragung durch Wärmeleitung des Festkörpergerüsts und Wärmestrahlung erfolgt, außerdem ist die Gaswärmeleitung auch bei freier Molekularbewegung größer als Null.

## Anwendung

### Vakuum zur Unterbindung von Konvektion
In der Fernwärme werden insbesondere bei höheren Temperaturen (> 144 °C) des zu übertragenden Mediums Stahlmantelrohre eingesetzt, bei denen der Raum zwischen dem medienberührenden Rohr und dem äußeren Tragrohr evakuiert ist.

### Vakuumdämmung ohne Stützkern
In Thermoskannen bzw. Dewar-Gefäßen wird Vakuumwärmedämmung erreicht, indem man den Hohlraum eines doppelwandigen Behälters evakuiert, also unter Vakuum setzt. Da die Wände des Behälters einige Millimeter voneinander entfernt sind, muss der Druck im Hohlraum im Bereich von 10−3 mbar liegen, also einem Millionstel des atmosphärischen Luftdrucks. Damit ein so geringer Druck über längere Zeit aufrechterhalten werden kann, wird der doppelwandige Behälter aus Glas oder Edelstahl gefertigt. Vakuumdämmung ohne Stützkern kann außerdem nur in rotationssymmetrischen Behältern realisiert werden (z. B. Zylinder, Ellipsen oder Kugeln), da die Wände des Behälters dem Luftdruck standhalten müssen.
Bei solchen vakuumgedämmten Gefäßen ohne Stützkern machen die Randverluste über die Kontaktstellen der beiden Teile des Doppelmantels den größten Teil des Wärmeverlustes aus.

### Vakuumdämmung mit Stützkern
In Vakuumdämmplatten wird ein poröser Stützkern verwendet, der mit einer gasundurchlässigen Hülle versehen ist. Der Stützkern dient einmal dazu, den Luftdruck aufzunehmen, so dass bei Vakuumdämmplatten prinzipiell jegliche Formen möglich sind. Zum anderen dienen die Porenwände im Stützkern als Begrenzung der freien Weglänge der Gasteilchen. Dadurch sind die Anforderungen an das Vakuum geringer. Bei Vakuumdämmplatten mit einem Stützkern aus mikroporöser Kieselsäure, deren Poren nur einige 100 nm groß sind, reicht ein Druck in der Dämmplatte von 10 mbar, also einem Hundertstel des atmosphärischen Luftdrucks aus, um die Wärmeleitung durch Luft vernachlässigbar klein werden zu lassen.
Mit Vakuumdämmplatten lassen sich Wärmeleitfähigkeiten von weniger als 0,004 W·m−1·K−1 realisieren. Hierbei verbleiben einzig die Wärmeleitung des Stützkörpers und Wärmestrahlung als Mechanismen des Wärmetransports.